# Passalites nemorivagus
Passalites nemorivagus is een zoogdier uit de familie van de hertachtigen (Cervidae). De wetenschappelijke naam van de soort werd voor het eerst geldig gepubliceerd door Frédéric Cuvier in 1817.

## Taxonomie
De taxonomische indeling van de spiesherten is complex, de soorten werden voorheen in 1 geslacht gerekend namelijk Mazama, maar deze groep bleek sterk parafyletisch. Sindsdien zijn van het geslacht Mazama daarom verschillende geslachten afgesplitst, zoals Subulo. Ook deze soort bleek geen nauwe verwanten te hebben en werd daarom in een eigen geslacht geplaatst: Passalites.
In 2024 werd de soort Bisbalus citus van deze soort afgesplitst.

## Voorkomen
De soort komt voor in Bolivia, Brazilië, Frans-Guyana, Suriname, Guyana, Venezuela, Colombia, Panama, Ecuador en Peru.